# Phengaris

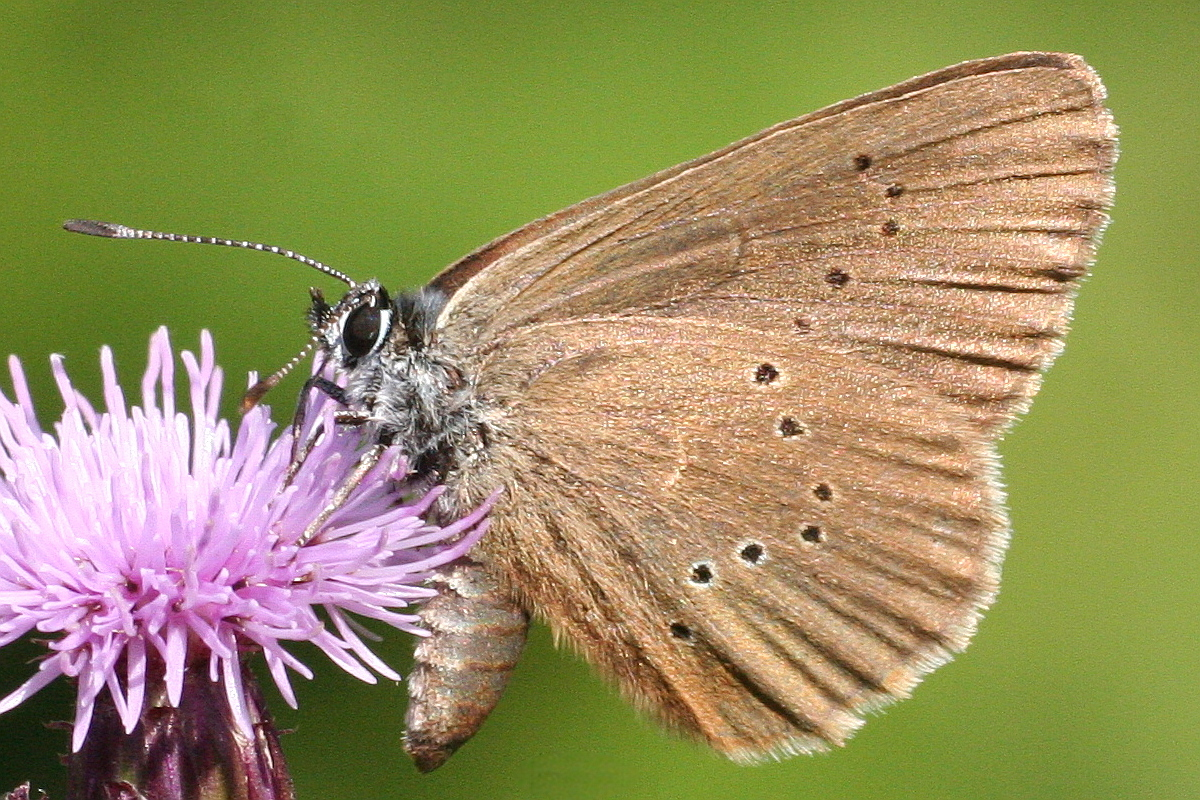
Modraszek nausitous

Phengaris – rodzaj motyli z rodziny modraszkowatych (Lycaenidae). Pierwotnie obejmował trzy gatunki rozsiedlone we wschodniej Azji – Phengaris atroguttata, Ph. albida oraz Ph. daitozana. Obecnie nazwę rodzajową Phengaris uznaje się za starszy synonim nazwy Maculinea Van Eecke, 1915, w związku z czym do rodzaju zostały zaliczone dalsze gatunki wcześniej uznawane za przedstawicieli rodzaju Maculinea. W Polsce występują cztery spośród nich – modraszek telejus, modraszek nausitous, modraszek arion oraz modraszek alkon. Ponadto ostatni z wymienionych tworzy w Europie dwie formy ekologiczne, z których jedna, spotykana również w Polsce, bywała czasem traktowana jako oddzielny gatunek – modraszek Rebela.
Obecnie uznaje się, ze rodzaj zawiera co najmniej 12 gatunków, w tym jeden zbiorowy wymagający dalszych badań:
- Phengaris alcon – modraszek alkon (zawiera dawniej uważanego za osobny gatunek modraszka Rebela)
- Phengaris nausithous – modraszek nausitous
- Phengaris teleius – modraszek telejus
- Phengaris arion – modraszek arion
- Phengaris daitozana
- Phengaris albida
- Phengaris atroguttata
- Phengaris kurentzovi
- Phengaris arionides
- Phengaris takamukui
- Phengaris xiushani
- Phengaris cyanecula (gatunek zbiorowy)

Ponadto zakłada się możliwość opisania nowych dla nauki gatunków bliźniaczych względem modraszka telejusa oraz modraszka nausitousa.